# 五明樓玉の輔
五明樓 玉の輔（ごめいろう たまのすけ）は、落語家の名前。過去に五代まで続いている五明楼玉輔の名跡がある。
- 八光堂玉の輔 - 後∶初代八光堂春輔
- 五明樓玉の助（1905年4月13日 - 1978年12月5日） - 四代目五明樓玉輔の実子。1917年頃の12、3歳の時から父に入門し、「小玉」を名乗って修行していた。1921年頃に「玉の助」と改名し、色物の巴家おもちゃに手解きを受け紙切りの修行をしていた。1927年3月柳家金語樓の門下で落語家に復帰し「金之助」と改名。後に「春朗」を名乗る。1935年頃に玉の助（玉之輔）に再改名。太平洋戦争中に廃業し、淀橋で洋食店を営んでいた。本名：原 正治。

五明樓 玉の輔（ごめいろう たまのすけ、1966年1月4日 - ）は、神奈川県横浜市出身の落語家。落語協会理事。本名：鈴木 隆司。出囃子は『お猿のかごや』。

## 経歴
明治大学付属中野高等学校卒業。
1985年4月、春風亭小朝に入門。9月に	前座となり、前座名「あさ市」を名乗る。1989年5月、二ツ目昇進。
1998年9月に入船亭扇好、三遊亭金時、十一代目柳家小きんと共に真打昇進して「五明樓玉の輔」と改名。2000年、国立劇場花形若手演芸会で銀賞を受賞。2004年には彩の国落語大賞で技能賞を受賞した。
2010年、落語協会理事に就任。2024年、落語協会常任理事に昇格した。

## 芸歴
- 1985年
  - 4月 - 春風亭小朝に入門。
  - 9月 - 前座名「あさ市」として楽屋入り。
- 1989年5月 - 二ツ目昇進。
- 1998年9月 - 真打昇進、「五明樓玉の輔」と改名。

## 受賞歴
- 2000年 - 『国立劇場花形若手演芸会』：銀賞
- 2004年 - 『彩の国落語大賞』：技能賞

## 人物

### 笑点Jr.出演者として
笑点の番組前半に若手大喜利が行われていた時代から『笑点Jr.』放送終了まで出演している。若手大喜利に出演し始めたころはまだ真打昇進前で、「春風亭あさ市」の名であった。
座る席は一番右で高座着はスカイブルーと四代目三遊亭小圓遊を彷彿とさせるが、「ぶらりぃ～」と男性器を連想させるポーズをとったり、下ネタを披露したりなど、キャラクターは小圓遊というよりも三遊亭小遊三に近い。
2010年8月8日の放送では、右足を骨折していたため、松葉杖を持って出演した。完治後の2010年9月13日の放送の挨拶で「骨折したのは右足なのにウィキペディアに「両足骨折」と書かれていて少し心が折れた」と発言している（実話である）。

## 出演番組

### テレビ
- 平成名物TVヨタロー（1990年 - 1991年・TBS）
- BS笑点（2003年10月 - 2007年2月・BS日テレ 土曜19:00 - 19:55）→笑点Jr.（2007年4月 - 2011年3月･日テレプラス 日曜15:00～16:00） -大喜利に出演。
- ものまねバトル（日本テレビ）-TOKIOのメンバー松岡昌宏の真似をしている。
- ふるさと愉快亭 小朝が参りました（NHK総合）　あさ市時代にレギュラー出演。
- 爆笑オンエアバトル（NHK総合）戦績0勝1敗　最高281KB
- 視点・論点（NHKEテレ）「手ぬぐい」をテーマに語る。
- 美の壺（NHK教育）「手ぬぐい」の回にゲスト出演。手ぬぐいコレクターとして、数々の蔵品・蘊蓄を披露した。
- ペケ×ポン（フジテレビ）「ペケポンなぞかけ」コーナーにVTR出演。
- 二つ目物語（2022年、林家しん平監督、クロスロード）- 傘家春雨 役

## 「噺家の手ぬぐい」
落語家を中心とした芸人の手ぬぐいを多数コレクション、自身でも多数の手ぬぐいをデザイン、書籍「噺家の手ぬぐい」（日東書院本社、2007年、ISBN 4528018845）を発行。同名のサイト・youtubeチャンネルも運営している。

### 噺家の手ぬぐい大賞
2012年より、その年に玉の輔のサイトで紹介された芸人の手ぬぐいの人気投票をweb上で行い（組織票可、票数非公開）、一位になった手ぬぐいの芸人を表彰している。表彰式は玉の輔のyoutubeチャンネルで公開される。芸名は受賞当時。
| 回数   | 受賞者（芸人）                                  | デザイナー・制作者等                                 | 備考                   |
| ------ | ----------------------------------------------- | ---------------------------------------------------- | ---------------------- |
| 第1回  | 春風亭ぴっかり☆                                 | 五明楼玉の輔                                         | 投票ではない           |
| 第2回  | 入船亭小辰                                      | とつかりょうこ（イラストレーター）                   |                        |
| 第3回  | 古今亭駒次                                      |                                                      |                        |
| 第4回  | 桃月庵白酒・三遊亭天どん・恩田えり 欧州公演記念 | とつかりょうこ                                       | 票が同数のため 2点受賞 |
| 第4回  | 橘家文左衛門                                    |                                                      | 票が同数のため 2点受賞 |
| 第5回  | 林家あずみ                                      | 林家たい平                                           |                        |
| 第6回  | 柳家小ゑん                                      | 森雅之                                               |                        |
| 第7回  | 一龍斎貞寿                                      | 林家正楽（紙切り）・柳家喬太郎（文字）・五明楼玉の輔 |                        |
| 第8回  | 長岡の花火                                      | 入船亭扇辰（プロデュース）・とつかりょうこ           | 芸人手ぬぐいではない   |
| 第9回  | 二代目江戸家小猫                                | 二代目江戸家小猫                                     |                        |
| 第10回 | 二代目江戸家小猫                                | 二代目江戸家小猫                                     |                        |
| 第11回 | 笑福亭羽光                                      | 阿久沢一美（デザイナー）                             |                        |
| 第12回 | 林家あずみ                                      | 林家たい平                                           |                        |
| 第13回 | 五代目江戸家猫八                                | 江戸家猫八                                           |                        |
| 第14回 | 林家つる子                                      | 中村染工場（群馬県）                                 |                        |